# Mees Hendrikx
Mees Hendrikx (Valkenswaard, 5 agosto 2000) è un ciclocrossista e ciclista su strada olandese che corre per lo Heizomat Radteam p/b Kloster Kitchen. Specialista del ciclocross, da Under-23 ha vinto la classifica della Coppa del mondo 2021-2022.

## Palmarès

### Cross
- 2017-2018

Cyclo-cross de Nommay, 6ª prova Coppa del mondo Junior (Nommay)
- 2021-2022

Cyklokros Tábor, 1ª prova Coppa del mondo Under-23 (Tábor)
Campionati olandesi, Under-23
Classifica generale Coppa del mondo, Under-23

### Gravel
- 2024

Merida NL Gravel Series - Aalten

## Piazzamenti

### Competizioni mondiali
- Campionati del mondo di ciclocross

Bieles 2017 - Junior: 50º
Valkenburg 2018 - Junior: 7º
Bogense 2019 - Under-23: 25º
Dübendorf 2020 - Under-23: 3º
Ostenda 2021 - Under-23: 6º
Fayetteville 2022 - Under-23: 4º
Hoogerheide 2023 - Elite: 20º
Tábor 2024 - Elite: 20º

### Competizioni continentali
- Campionati europei di ciclocross

Pontchâteau 2016 - Junior: 16º
Tábor 2017 - Junior: 11º
Rosmalen 2018 - Under-23: 11º
Rosmalen 2020 - Under-23: 7º
Drenthe-Col du VAM 2021 - Under-23: 20º
Namur 2022 - Elite: 9º
Pontevedra 2024 - Elite: 12º